# Al-Wali Mustafa as-Sajjid
Al-Wali Mustafa as-Sajjid, arab. ‏الوالي مصطفى السيد‎ (ur. ok. 1948, zm. 1976) – polityk Sahary Zachodniej. Pierwszy Przewodniczący Rady Rewolucyjnej (prezydent) Sahary Zachodniej w strukturach Saharyjskiej Arabskiej Republiki Demokratycznej (DARS) od 29 lutego 1976 do 9 czerwca 1976. Zginął podczas strzelaniny w stolicy Mauretanii, Nawakszucie podczas rajdu członków Frontu POLISARIO.